# Снеговик-почтовик
«Снеговик-почтовик» — советский рисованный мультфильм для детей 1955 года по сказке Владимира Сутеева «Ёлка»: о вылепленном детьми Снеговике, отправляющемся за новогодней ёлкой к Деду Морозу.

## Сюжет
Накануне Нового года несколько детей пишут письмо Деду Морозу с просьбой прислать им ёлку к празднику, а потом лепят Снеговика, который должен отнести письмо в волшебный лес. Когда наступает полночь, под бой часов Снеговик оживает и вместе с маленьким дворовым щенком по кличке Дружок отправляется на поиски Деда Мороза.
В волшебном лесу Снеговик и Дружок заблудились. Заставшего их Филина друзья пытаются спросить о том, как пройти к Деду Морозу, но не получают никакого ответа. Снеговик решил, что Филин «дороги не знает».
Следом появляется Лиса, пытающаяся хитростью отнять у Снеговика письмо. Снеговик ничего не знает, поэтому пытается намекнуть Лисе на то, что за письмо Дед Мороз даст ему ёлку. Лиса решила, что за письмо Дед Мороз отдаст всё, что у него попросят.
Лиса и Филин силой отнимают у Снеговика письмо, но сталкиваются с Волком, который просит Лису, чтобы она поделилась с ним письмом. Лиса отказывается, и Волк нападает на неё. Дружок, воспользовавшись дракой Лисы, Волка и Филина, хватает письмо и возвращает Снеговику, из-за чего злодеи начали гнаться за ним (как впоследствии окажется, вокруг берлоги). Дружок пытается утихомирить злодеев, но неожиданно просыпается Медведь, и злодеи отступают.
Медведь, выслушав Снеговика и Дружка, идёт провожать их ко дворцу Деда Мороза, однако Снеговик, скатившись с горы, врезается в пень и разваливается. Кое-как Дружок с Медведем восстановили Снеговика, однако Лиса вновь хватает письмо и убегает вместе с Волком и Филином.
Лиса, Волк и Филин успевают раньше Снеговика, Дружка и Медведя добежать до Деда Мороза и начинают просить у него всё, что они хотят. Но Дед Мороз, утихомирив троицу, зачитывает письмо и спрашивает, кто из них Снеговик. Злодеи удивляются, но вскоре появляются Снеговик, Дружок и Медведь. Они признаются, что Снеговика вылепили ребята и велели, чтобы он передал Деду Морозу письмо, однако злодеи утащили письмо. Дед Мороз, поняв произошедшее, сдувает Лису, Волка и Филина метелью, а Снеговику даёт ёлку и мешок с гостинцами, наказав отвезти это всё ребятам и сказать: «Поздравляет всех Дед Мороз с Новым Годом!».
К рассвету Снеговик и Дружок отвозят на санях во двор ёлку и мешок с гостинцами. А когда утром малыши выходят во двор, их встречают нарядная ёлка и славный Снеговик-почтовик.
В конце мультфильма ночью дети танцуют на коньках вальс вокруг новогодней ёлки и начинают весело праздновать Новый год.

## Создатели
| автор сценария             | Владимир Сутеев |
| режиссёр                   | Леонид Амальрик |
| художник-постановщик       | Александр Трусов |
| композитор                 | Никита Богословский |
| оператор                   | Михаил Друян |
| звукооператор              | Николай Прилуцкий |
| ассистенты режиссёра:      | Валентин Лалаянц, Борис Меерович, Е. Новосельская, Александра Фирсова |
| ассистент художника        | Татьяна Сазонова |
| ассистент оператора        | Екатерина Ризо |
| художники-мультипликаторы: | Владимир Арбеков, Дмитрий Белов, Борис Бутаков, Роман Давыдов, Вадим Долгих, Фаина Епифанова, Елизавета Комова, Виктор Лихачёв, Кирилл Малянтович, Рената Миренкова, Владимир Пекарь, Лев Попов, Надежда Привалова, Лидия Резцова, Татьяна Таранович, Фёдор Хитрук |
| художники-декораторы:      | Вера Валерианова, Алла Горева, Константин Малышев, Вера Роджеро |
| роли озвучивали:           | Лариса Бухарцева — лиса, Мария Виноградова — мальчик, Георгий Вицин — Снеговик, Алексей Грибов — Дед Мороз, Ростислав Плятт — волк, Юрий Хржановский — филин / Дружок (лай), Александр Щагин — медведь, Юлия Юльская — Дружок (речь) / девочка                     |

## Награды
- В 1956 году на X МКФ в Эдинбурге мультфильм был награждён Дипломом.